# Martania
Martania är ett släkte av fjärilar som beskrevs av Vladimir G. Mironov, 2000. Martania ingår i familjen mätare, Geometridae. Släktet beskrevs relativt nyligen, år 2000, och många auktoriteter för fortfarande arterna i släktet till släktet Perizoma istället.

## Bildgalleri

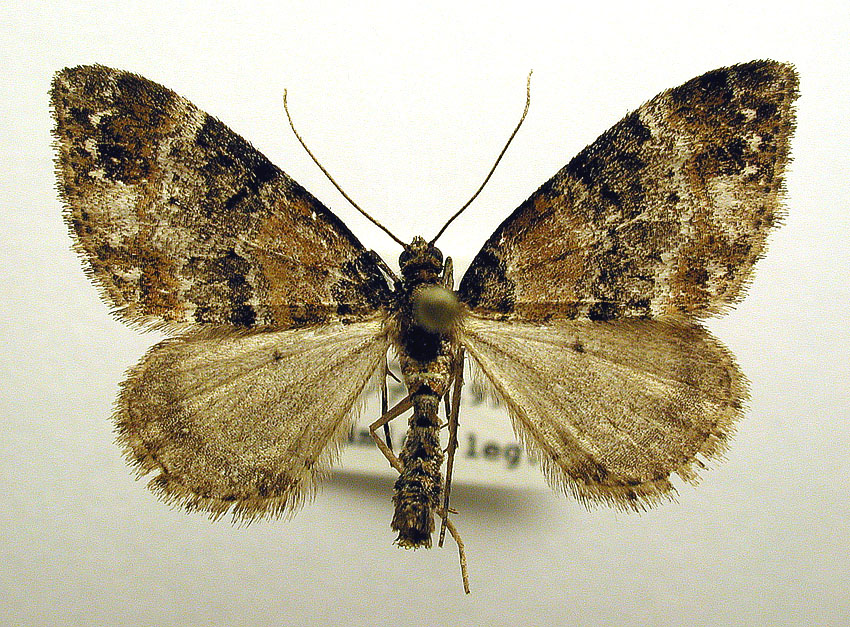
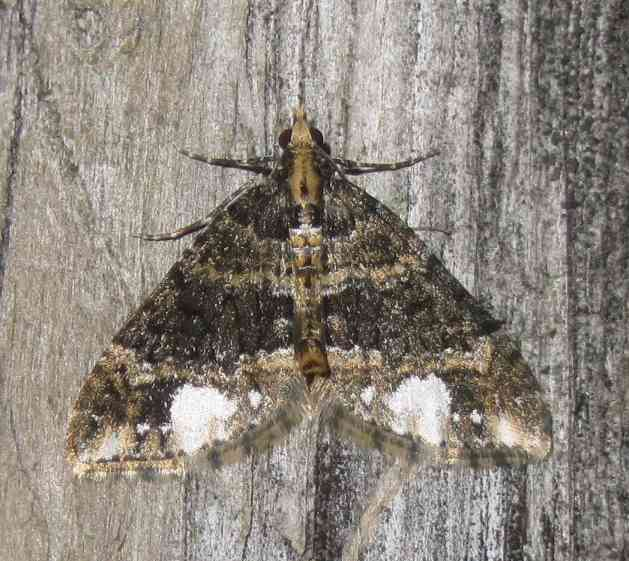
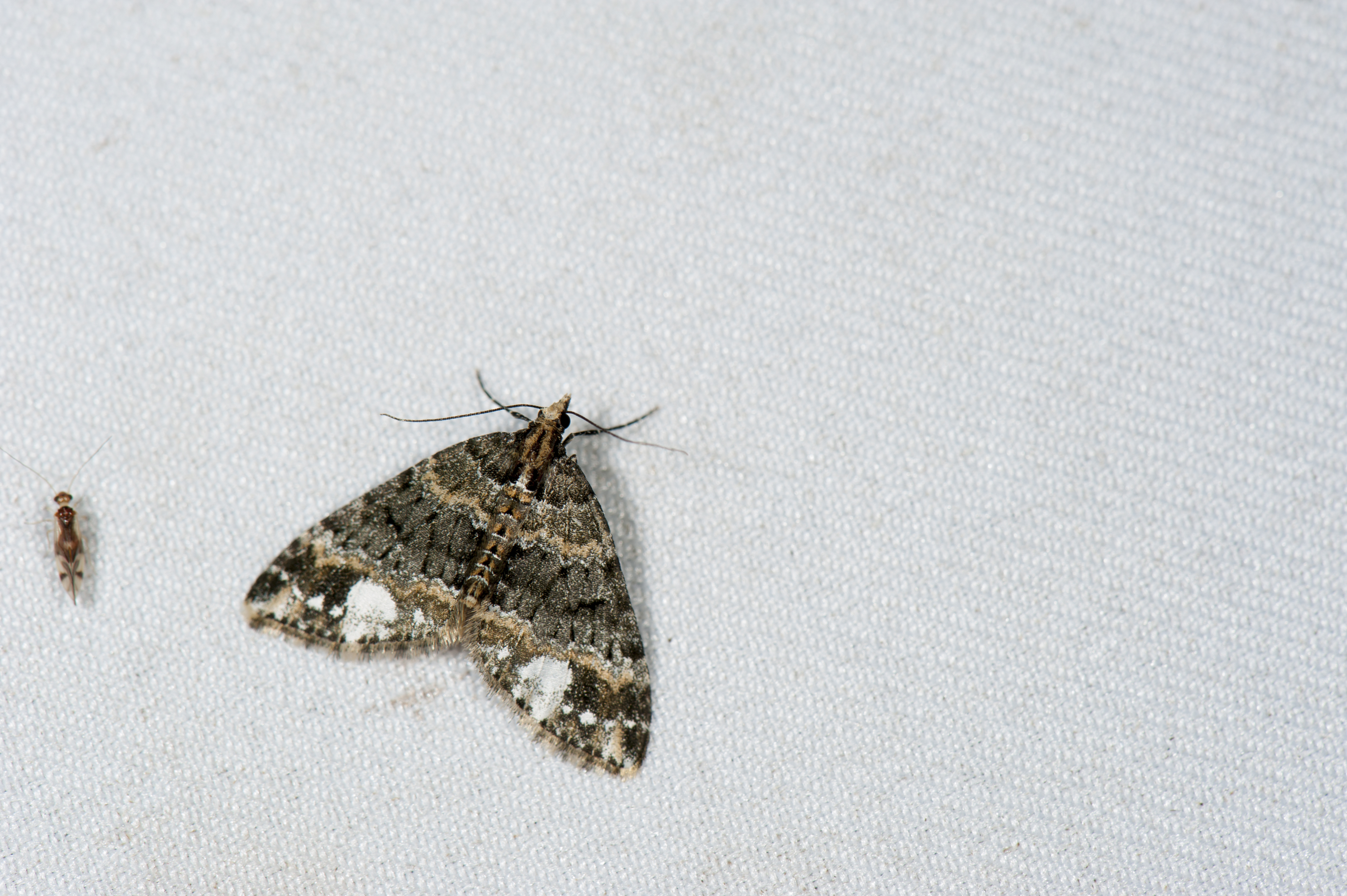
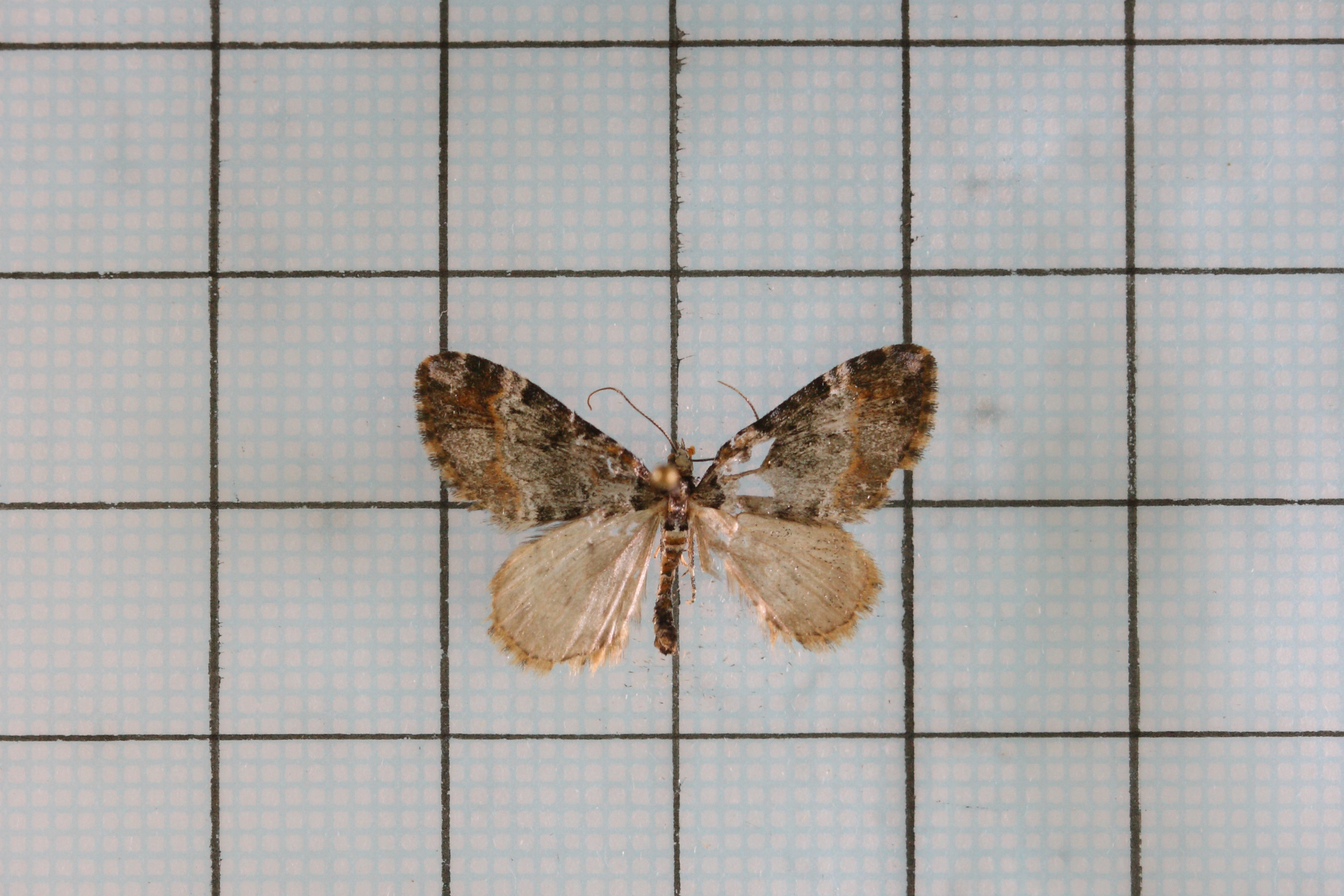

## Dottertaxa tillMartania, i alfabetisk ordning enl. Dyntaxa[1]
| Martania taeniata |  | Tvärbandad fältmätare |  |  |